# Descent: Journeys in the Dark
Descent: Journeys in the Dark är ett äventyrsbrädspel i fantasyutformning för 2–5 spelare utgivet av Fantasy Flight Games 2005. 
Spelet är designat och producerat av Kevin Wilson. Spelet är baserat på en påbyggd version av spelmekaniken till Doom: The Board Game. I Descent tar spelarna på sig rollen som Heroes som söker sig ned i underjorden i jakt på skatter. En spelare tar på sig rollen som the Overlord, vilken styr fienden och spelar kort för att hindra spelarna som spelar hjältar. Descent skiljer sig från andra spel i genren då Overlordens mål är att vinna genom att göra slut på hjältarnas Victory Points, istället för att bara styra och underlätta spelandet. 
Descent är ett i raden av fantasybrädspel utgivna av Fantasy Flight Games, bland vilka kan nämnas Runebound och flera Sagan om ringen-spel.